# Lill-Laxsjön, Lappland
Lill-Laxsjön är en sjö i Arjeplogs kommun i Lappland och ingår i Skellefteälvens huvudavrinningsområde. Sjön har en area på 0,695 kvadratkilometer och ligger 502 meter över havet. Sjön avvattnas av vattendraget Laxbäcken.

## Delavrinningsområde
Lill-Laxsjön ingår i det delavrinningsområde (732334-161493) som SMHI kallar för Inloppet i Stor-Laxsjön. Medelhöjden är 532 meter över havet och ytan är 9,77 kvadratkilometer. Det finns inga avrinningsområden uppströms utan avrinningsområdet är högsta punkten. Laxbäcken som avvattnar avrinningsområdet har biflödesordning 2, vilket innebär att vattnet flödar genom totalt 2 vattendrag innan det når havet efter 295 kilometer. Avrinningsområdet består mestadels av skog (78 procent) och sankmarker (11 procent). Avrinningsområdet har 0,85 kvadratkilometer vattenytor vilket ger det en sjöprocent på 8,7 procent.